# Clivia miniata
Clivia miniata (Imantophyllum miniatum) é uma flor perene, parecida à açucena, da família Amaryllidaceae, originária da África do Sul.
É uma planta bolbosa e adaptada a condições de pouca luminosidade. Esta espécie é de cultivo bastante fácil e a sua vida pode ser bastante longa. Atinge uma altura máxima à volta dos 45 cm e apresenta flores cor de laranja, vermelhas ou amarelas, levemente perfumadas. Existem cultivares de folha matizada.

## Floração
Para que as clivias floresçam ano após ano precisam de passar por um período de descanso durante o inverno. Durante esse período (temperaturas abaixo de 15 ºC) a clivia não deverá ser regada. Nos finais do inverno quando começar a surgir a vara floral dar-se-á por concluído o período de descanso, voltando-se então a regar de forma gradual as plantas.